# J-VIS
もしかして
- J-BIS

ではありませんか？